# 无穷算术级数
在数学中，无穷算术级数是一种满足算术级数条件的无穷级数。例子有1 + 1 + 1 + 1 + · · ·和1 + 2 + 3 + 4 + · · ·。无穷算术级数的一般形式是：
{\displaystyle \sum _{n=0}^{\infty }(an+b).}
如果a  = b  = 0，那么这个级数的和为0。如果a 或b中一个不是零，那么这个级数发散且在一般意义下没有和。

## zeta函数正规化
无穷算术级数的zeta正规化和的正确形式和赫尔维茨zeta函数的值相关，
{\displaystyle \sum _{n=0}^{\infty }(n+\beta )=\zeta _{H}(-1;\beta ).}
虽然在zeta正规化中，1 + 1 + 1 + 1 + · · ·  相当于 ζR(0) = −1⁄2，1 + 2 + 3 + 4 + · · · 相当于 ζR(−1) = −1⁄12（其中ζ指黎曼ζ函数）, 前面的式子一般并不 等于
{\displaystyle -{\frac {1}{12}}-{\frac {\beta }{2}}.}